# Deník N
Deník N je český nezávislý deník založený v roce 2018. Deník N vychází ve všední dny v tištěné podobě a je dostupný také v placeném digitálním formátu. Vzorem českého Deníku N je slovenský Denník N, jehož vydavatel poskytl know-how a drží třetinu akcií společnosti N Media, která Deník N vydává.
Podle ratingu důvěryhodnosti médií, který každoročně zpracovává Nadační fond nezávislé žurnalistiky, patří Deník N mezi nejkvalitnější česká média s nejvyšším hodnocením. V letech 2020 a 2021 se Deník N umístil na třetím místě v anketě Křišťálová lupa v kategorii internetových zpravodajství a publicistiky. V roce 2019 dosáhl ve stejné kategorii druhého místa. Za rok 2023 vykázala akciová společnost N media ztrátu 4,3 mil. Kč při obratu 78 mil. Kč a její záporný vlastní kapitál dále poklesl.

## Vlastnictví a redakce
Vydavatelem deníku je společnost N Media, a. s. 33,3 % jejích akcií drží slovenský Denník N, zbylých 66,7 % drží Nadace Independent Press, do které v lednu 2021 převedlo své podíly původních osm držitelů a zakladatelů Deníku N (jde o české investory, kteří také patří mezi zakladatele Nadačního fondu nezávislé žurnalistiky). Pět z nich (Ondřej Fryc, Martin Hájek, Silke Horáková, Martin Vohánka a Libor Winkler) vystoupilo z projektu úplně a tři zůstali ve správní radě nadace (Jaroslav Horák, Libor Malý a Jan Žůrek). Část akcií má být dle zprávy z roku 2018 v horizontu několika let převedena na klíčové zaměstnance deníku (viz zaměstnanecké vlastnictví akcií).
Ředitelem deníku je Ján Simkanič, šéfredaktorem Pavel Tomášek. Mezi redaktory jsou např. Ivan Adamovič, Jan Moláček, Lukáš Prchal, Petr Koubský, Lenka Vrtišková Nejezchlebová, Jana Ustohalová nebo Václav Ferebauer. Začátkem října 2018 ohlásili svou spolupráci s deníkem i Petra Procházková a Martin C. Putna, kteří nedlouho před tím ukončili spolupráci s Lidovými novinami.
Od roku 2019 vydává list zpravodajsko-publicistický podcast Studio N, jeho autorem je Filip Titlbach.
S deníkem spolupracuje i kreslíř Jaz, filosof Petr Fischer nebo kulturní publicista Jan Lukavec.

## Historie
V polovině října 2018 byla oznámena změna názvu z původního pracovního Nového deníku na Deník N. Důvodem byl zisk internetové domény www.denikn.cz. Písmeno „N“ v názvu může, podle Jána Simkaniče, znamenat např. „nový“ či „nezávislý“. Do doby oficiálního spuštění publikoval své články veřejně na Facebooku, články na vlastním webu pak byly zpřístupněny už jen pro předplatitele.
Deník poprvé vyšel 28. října 2018, k příležitosti 100 let od vzniku Československa. V průběhu září a října probíhala crowdfundingová kampaň, jejímž cílem bylo získat do začátku alespoň 3 000 předplatitelů elektronické verze. Tohoto cíle bylo dosaženo 12. den po spuštění kampaně, 24. září. Pro nezávislý chod je však v delším horizontu potřeba alespoň 25 000 předplatitelů. Celkově kampaň přinesla 5 433 předplatitelů a přes 7 milionů korun. Kromě nových předplatitelů ovšem tento počet zahrnuje i předplatitele odkoupeného a zrušeného čtrnáctideníku 067.[zdroj?] Od roku 2019 deník začal vycházet i v tištěné podobě.
Jeden rok po vzniku, k 25. červnu 2019, měl deník více než 11 tisíc předplatitelů. K 25. březnu 2020 měl deník 17 470 předplatitelů.  K 3. únoru 2021 měl deník již 20 000 předplatitelů,  28. října 2021 (tři roky od založení) jich bylo 22 200. V únoru 2024 to bylo necelých 27 tisíc.

## Ocenění
Deník N získal cenu odborné poroty Projekt roku 2018 v anketě Křišťálová lupa – Cena českého internetu.
Vedoucí vědecké rubriky Deníku N Petr Koubský se stal laureátem Ceny Ferdinanda Peroutky pro rok 2020. Ocenění získal za dlouhodobou činnost v oblasti popularizace vědy a mimořádnou práci při informování o pandemii koronaviru.
Redaktorka Jana Ciglerová získala za zpravodajství ze Spojených států amerických Evropskou novinářskou cenu Amerigo Media Award 2019.
Fotograf Deníku N Gabriel Kuchta byl porotou soutěže Czech Press Photo 2020 oceněn 2. místem v kategoriích Reportáž a Sport.
V roce 2020 byly dvě redaktorky Deníku N (Renata Kalenská a Jana Ustohalová) oceněny Novinářskou cenou za rok 2019, a to v kategoriích nejlepší rozhovor, respektive nejlepší reportáž. Soutěž pořádá Nadace Open Society Fund Praha.
Novinářská cena za rok 2019:
- Kategorie psané žurnalistiky „Nejlepší rozhovor“ – Renata Kalenská: Věděl jsem, že i když řeknu ne, stejně se neubráním. Kněz mě zneužíval a pak jsem se mu z toho musel zpovídat
- Kategorie psané žurnalistiky „Nejlepší reportáž“ – Jana Ustohalová: Mezi polykači kotev a položenými osmičkami

Na předávání Novinářských cen za rok 2020 redakce Deníku N obdržela další 3 ceny. Novinářka Jana Ciglerová byla oceněna za nejlepší rozhovor, Michael Švec za nejlepší reportáž a Jiří Pehe za nejlepší sérii komentářů.
Novinářská cena za rok 2020:
- Kategorie psané žurnalistiky „Nejlepší rozhovor“ – Jana Ciglerová: Osahávání jsem zažila mnohokrát, víc mi ale vadí oplzlé vtipy. Mladí kluci neobtěžují, říká maskérka
- Kategorie psané žurnalistiky „Nejlepší reportáž“ – Michael Švec: Oživili skomírající nemocnici, pak přišel vyhazov. Nečekaný krok rozbouřil kraj pod Šumavou a ovlivnil volby
- Kategorie psané žurnalistiky „Nejlepší komentář“ – Jiří Pehe: Série komentářů pro Deník N

Předávání Novinářských cen za rok 2021 přineslo redakci Deníku N čtyři ceny. Novinářka Adéla Karásková Skoupá získala cenu za nejlepší rozhovor, Petr Koubský obdržel cenu za nejlepší analyticko-investigativní příspěvek, Petra Procházková vyhrála česko-slovenskou cenu veřejnosti a získala zvláštní ocenění poroty v kategorii Psané žurnalistiky.
Novinářská cena za rok 2021:
- Nejlepší rozhovor – Adéla Karásková Skoupá: Rohatý šaman z Kapitolu kombinuje konspirační teorie a spiritualitu. To uvidíme čím dál častěji, říká religionista
- Nejlepší analyticko-investigativní příspěvek – Petr Koubský: Analytické texty o covidu
- Česko-slovenská cena veřejnosti – Petra Procházková: série reportáží z hranic Běloruska a Polska
- Zvláštní ocenění v kategorii Psané žurnalistiky – Petra Procházková za reportáže z hranic Běloruska s Polskem pro Deník N

Novinářská cena za rok 2022:
- Nejlepší rozhovor – Petra Procházková: Měli jste nás za šváby, teď uvidíte. Jste pro nás trofej, o kterou se podělíme s Američany, říká ruský politolog
- Nejlepší česko-slovenský kreslený vtip, komiks nebo karikatura – Petr Polák: titulky Deníku N
- Česko-slovenská cena veřejnosti – Zdislava Pokorná: Jak Mynář a Nejedlý řeší na Hradě vlastní byznys. Měsíc jsme sledovali jejich schůzky
- Zvláštní ocenění – Petr Koubský: Co všechno Putin zamlčel. Vyprávíme dějiny Ukrajiny, jak se skutečně odehrály; Proč Rusové až k Putinovi a jeho válce proti Ukrajině došli? Dějiny Ruska nabízejí odpověď

Novinářská cena za rok 2023:
- Nejlepší psaný rozhovor – Vít Svoboda: V takovém nebezpečí Slovensko ještě nebylo. Přestává věřit v demokracii, říká sociolog Vašečka
- Nejlepší komentář: Radka Smejkalová: Mír je válka, demokracie je nová totalita… Jak političtí obchodníci s deštěm mění naši sémantickou krajinu